# Ženski košarkaški klub Zrinjevac
Lo Ženski košarkaški klub Zrinjevac è una società di pallacanestro femminile di Zagabria, capitale della Croazia.
Ha vinto una Coppa Ronchetti.

## Palmarès
- Coppa Ronchetti: 1

1979-1980
- Campionato jugoslavo di pallacanestro femminile: 3

1967, 1982, 1983
- Campionato croato di pallacanestro femminile: 1

1999
- Coppa di Jugoslavia: 4

1975, 1978, 1980, 1982
- Coppa di Croazia: 3

1993, 1994, 1996